# Jan Charton de Millou
Jan Charton de Millou SJ, (fra.) Jean Charton de Millou (ur. 1736 w Lyonie, zm. 2 września 1792 w Paryżu) – błogosławiony Kościoła katolickiego, męczennik, ofiara prześladowań antykatolickich okresu francuskiej rewolucji.
Do Towarzystwa Jezusowego wstąpił 7 września 1751 roku. Studia przerwane przez kasatę zakonu, kontynuował w seminarium diecezjalnym. Ukończył studia filozoficzne i teologiczne, przyjął święcenia kapłańskie, a później podjął działalność dydaktyczną. W Paryżu pełnił obowiązki kapelana i kierownika duchowego sióstr sakramentek. Jego działalności kaznodziejskiej i jako spowiednika przypisuje się liczne nawrócenia, co stało się przyczyną aresztowania. Odmówił złożenia przysięgi konstytucyjnej. Zamordowany został w klasztorze karmelitów 2 września 1792 roku dołączając do grupy 300 duchownych, którzy zginęli w tak zwanych masakrach wrześniowych.
Dzienna rocznica śmierci jest dniem kiedy wspominany jest w Kościele katolickim.
Jan Charton de Millou znalazł się w grupie 191 męczenników z Paryża beatyfikowanych przez papieża Piusa XI 17 października 1926.